# Isola Emerald (fantasma)

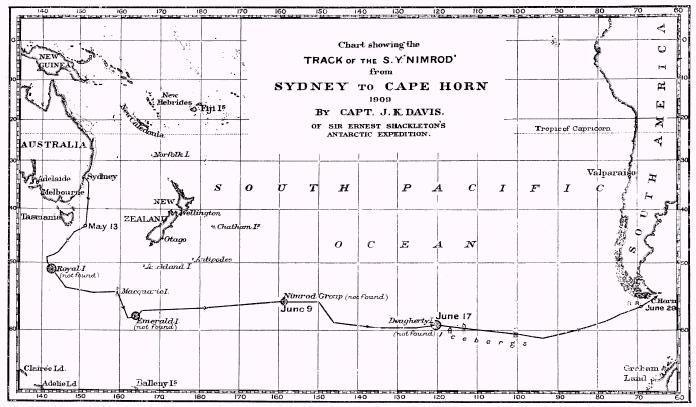
Il viaggio della Nimrod, capitanata da John King Davis, alla ricerca di isole perdute nel sud del Pacifico.

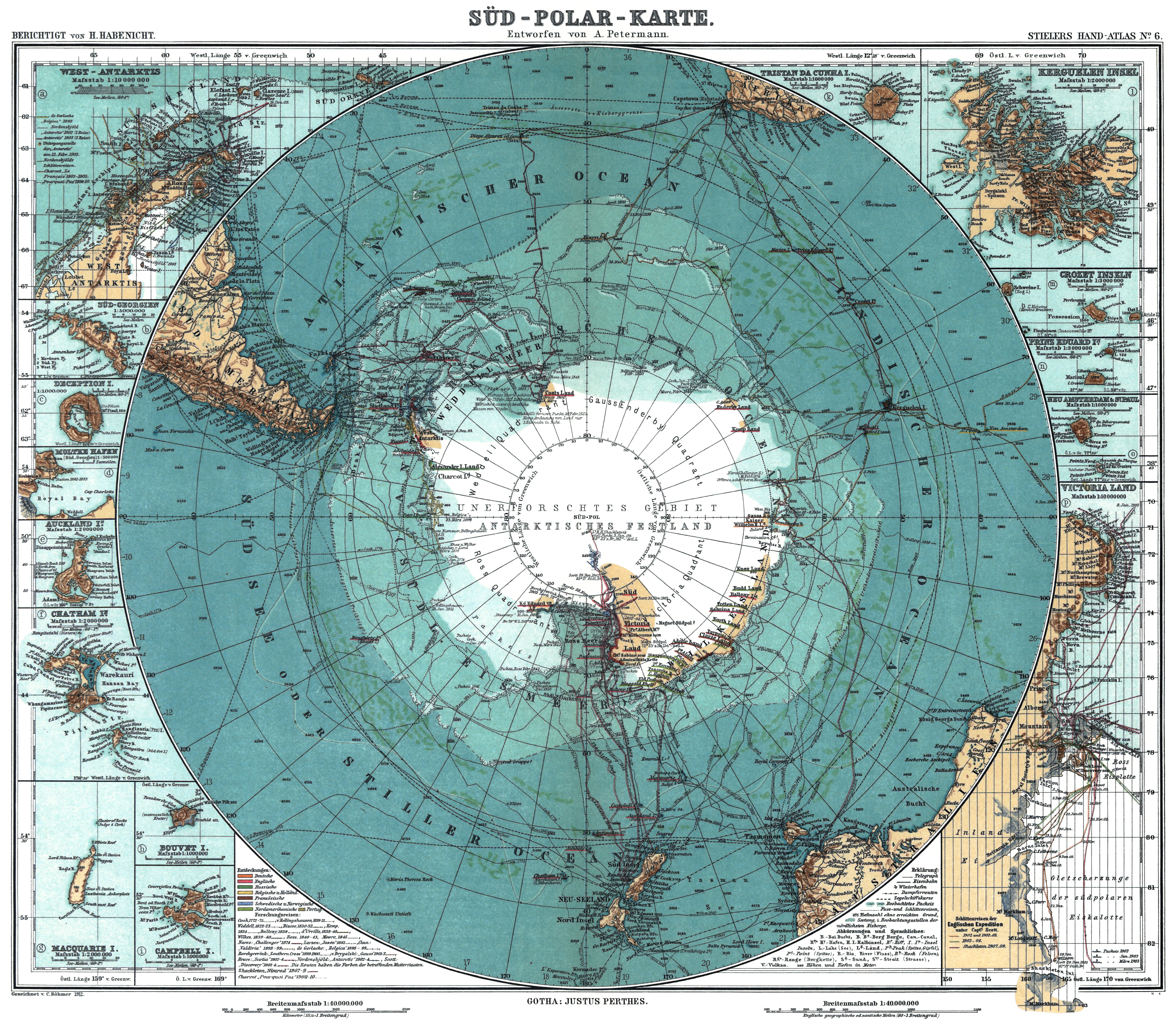
Mappa tedesca del 1912 con l'isola Emerald a sud di Macquarie.

L'isola Emerald è un'isola fantasma che si credeva situata tra l'Australia e l'Antartide, a sud di Macquarie. Venne avvistata per la prima volta dai cacciatori di foche britannici della nave Emerald, capitanata da William Elliot, nel dicembre del 1821, e pertanto l'isola ricevette il nome di questa nave. Veniva descritta come un'isola di piccole dimensioni (ma alta e montuosa) situata a 57°30′S 162°12′E.
La spedizione di Wilkes del 1840 non trovò traccia alcuna dell'isola. Nonostante un capitano di passaggio a Port Chalmers avesse affermato di averla avvistata poco prima del 1890, un'apposita ricerca effettuata dalla Nimrod nel 1909 non trovò niente. Tuttavia, essa comparve fino al 1987 sul calendario atlante pubblicato dalla American Express.
La piana abissale sul fondo dell'oceano sotto la presunta posizione di questa isola fantasma si chiama bacino di Emerald.